# Jüdisches Krankenhaus Berlin

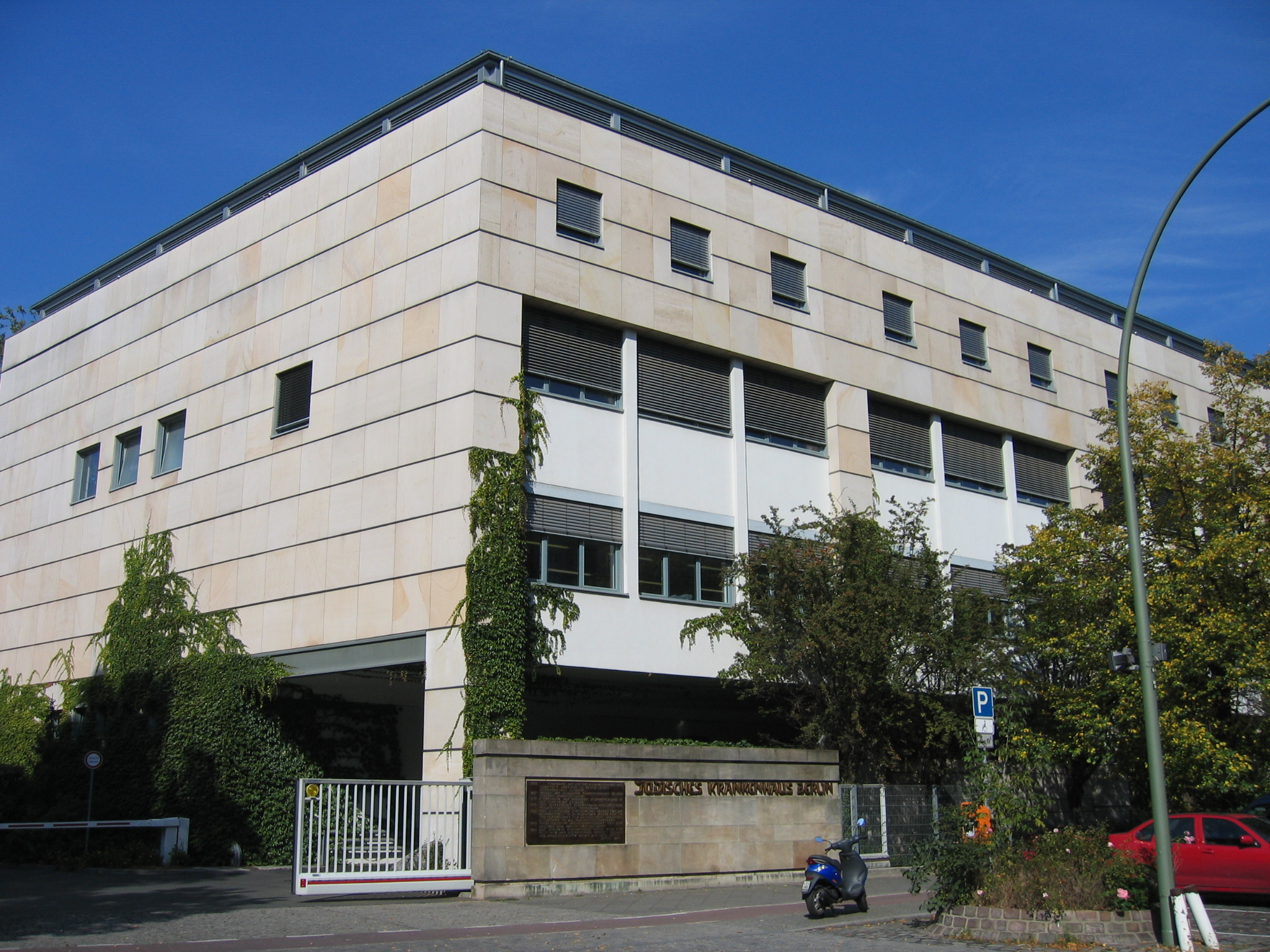
Neubau in der Heinz-Galinski-Straße

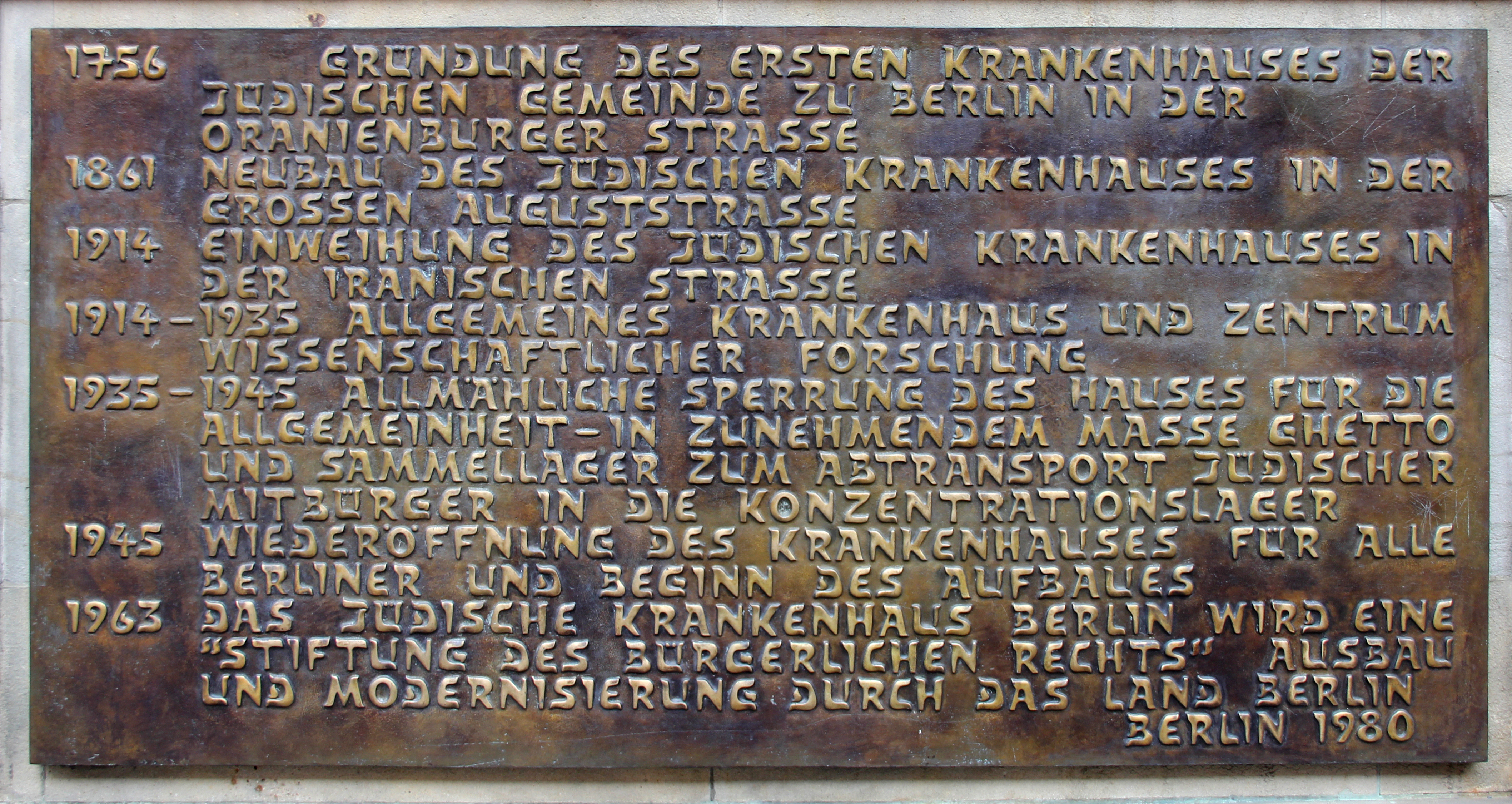
Gedenktafel am Haus Heinz-Galinski-Straße 1, in Berlin-Gesundbrunnen

Das Jüdische Krankenhaus Berlin (JKB) ist ein Krankenhaus in Berlin-Gesundbrunnen. Es hat die Rechtsform einer Stiftung des bürgerlichen Rechts und dient der Charité als akademisches Lehrkrankenhaus. Das Krankenhaus verfügt über 384 Betten und beschäftigt 840 Mitarbeiter.

## Geschichte
1756 wurde in Berlin das erste „Juden-Lazarett“ an der Oranienburger Straße in der Spandauer Vorstadt errichtet. Getragen von der jüdischen Gemeinde Berlin, war es zu dieser Zeit das einzige größere Hospital in Deutschland, das von Juden geführt wurde. Aus Platzmangel erfolgte 1861 die Verlegung in die Auguststraße, in die unmittelbare Nähe der 1866 eingeweihten Neuen Synagoge. Eduard Knoblauch errichtete dort aus Klinkern einen Neubau im klassizistischen Stil. Wegen der am Krankenhaus tätigen international renommierten Mediziner, der modernen Behandlungsmethoden und wohl auch wegen der Nachbarschaft zum etwa einen Kilometer entfernt liegenden Universitätskrankenhaus Charité, wurde das Jüdische Krankenhaus gelegentlich „Kleine Charité“ genannt. Das Jüdische Krankenhaus genoss auch bei Nichtjuden einen guten Ruf; so wuchs die Patientenzahl stetig und machte 1914 einen Umzug notwendig, der von Berlin-Mitte nach Berlin-Gesundbrunnen in einen im Stil der beginnenden Moderne gehaltenen, zeitgemäßen Klinikneubau an der Exerzierstraße (seit 1935: Iranische Straße) führte. Architekten des Neubaus waren Konrad Reimer und Friedrich Körte, deren Klinikbauten heute unter Denkmalschutz stehen.
Während der Zeit des Nationalsozialismus wurde 1933 zunächst die Behandlung von „Ariern“ verboten; nichtjüdische Angestellte wurden in der Folge gezwungen, ihre Mitarbeit aufzugeben. Dem Krankenhaus drohte wiederholt die Schließung; mehrfache Plünderungen und eine schlechte Versorgungssituation ließen immer weniger einen geregelten Krankenhausbetrieb zu. Auch die Errichtung von Gestapo- und Polizeidienststellen erschwerte die Lage erheblich. Im Oktober 1942 wurde Walter Lustig als ärztlicher Direktor des Jüdischen Krankenhauses eingesetzt. Neben der Sperrung für die Allgemeinheit wurde das Haus zudem schrittweise in ein Ghetto umfunktioniert und als Sammellager zum Abtransport von Berliner Juden in die Vernichtungslager missbraucht. Als das Jüdische Krankenhaus 1945 schließlich durch die Rote Armee besetzt wurde, hielten sich dort rund 370 Patienten auf, knapp 1000 Internierte, 93 Kinder sowie 76 Gefangene der Polizeistation.
Sofort nach dem Zweiten Weltkrieg wurde der reguläre Krankenhausbetrieb für die Allgemeinheit – wenn auch eingeschränkt – wieder aufgenommen. Seitdem hat es auf dem Gelände zahlreiche bauliche Um- und Neubauten gegeben. Zuletzt wurde 1998 ein neues Wirtschaftsgebäude mit einer Cafeteria errichtet.
Am 27. Juni 2022 fand die Grundsteinlegung für ein neues Bettenhaus mit 214 Betten statt. Es soll 2025 bezogen werden.
Im Juni 2025 wurde bekannt, dass künftig das Jüdische Krankenhaus noch enger mit der Charité kooperieren will. Geplant sind neben optimierten Behandlungspfaden eine engere Verzahnung der Angebote und der Ausbau digitaler, telemedizinischer Möglichkeiten der Partnerkliniken. Zudem ist die Gründung gemeinsamer Kompetenzzentren vorgesehen.

## Behandlungsschwerpunkte
Das JKB ist ein Akutkrankenhaus mit 384 Betten und ist in den Krankenhausplan des Landes Berlin eingebunden.
Es verfügt über folgende Fachabteilungen:
- Rettungsstelle
- Interdisziplinäre Intensivstation
- Chirurgie
- Innere Medizin (inkl. Zentrum für Herzinsuffizienz; mehrere Abteilungen, u. a. Kardiologie, Angiologie (inkl. Gefäßzentrum), Gastroenterologie, Diabetologie)
- Psychiatrie und Psychotherapie (u. a. mit dem Schwerpunkt Suchtmedizin)
- Neurologie (u. a. mit Multiple-Sklerose-Schwerpunkt)
- Anästhesiologie
- Radiologie
- eigene Krankenpflegeschule bis September 2005; danach über die Kooperative der Akademie der Gesundheit Berlin/Brandenburg e. V.[5]

Außerdem:
- Plastische Chirurgie (Abteilung mit Belegärzten)

## Rechtsform
Nach dem Holocaust stellte sich die Finanzierung des Krankenhauses zunehmend als Problem für die Jüdische Gemeinde zu Berlin dar. So war in Berlin jüdisches Leben fast gänzlich vernichtet worden, die Mitgliederzahl der Gemeinde nur noch gering. Vor der Shoah hatten in Berlin mehr als 172.000 Juden gelebt – 1945 waren es nur mehr etwas über 6.000. Daher wurde der Krankenhausbetrieb 1963 in eine Stiftung des bürgerlichen Rechts umgewandelt, deren Träger neben der Jüdischen Gemeinde auch das Land Berlin ist.